# Benkő Ilona
Benkő Ilona, asszonyneve: Péri Józsefné, művésznév: P Benkő Ilona (Székelykeresztúr, 1937. április 29.–) Munkácsy Mihály-díjas magyar iparművész, keramikus, érdemes művész. A Magyar Művészeti Akadémia tagja (2010). Péri József ötvösművész özvegye.

## Életpályája
A budapesti Képző- és Iparművészeti Iskolában érettségizett. Felsőfokú tanulmányokat a Magyar Iparművészeti Főiskolán folytatott, ahol Borsos Miklós volt a mestere. 1961-ben kapta meg a diplomát, s ettől kezdve a kerámiaművészet mellett kötelezte el magát. Már pályája kezdetén jeles kerámiaszimpóziumokon szerepelt kiváló teljesítménnyel, köztük Gmundenben (1964), Siklóson (1974), Cardiffban (1976). Dísztárgyakat, használati tárgyakat, faburkolatokat, térplasztikákat készít samottból, porcelánból, sómázas kerámiából magas tüzű technikával, redukciós és oxidációs égetéssel. Számos köztéri mázas kerámiára és mázas fali-plasztikára kapott megrendelést meghívásos pályázatok révén, melyek el is készültek az 1960-as, 1970-es években, s oldották középületeink, köztereink, lakókörnyezetünk korabeli szürkeségét. Szakterületének igazi mestere, mindent tud a szakmában a kor színvonalán. Művészi érzékenysége teljesen egyedi. Benkő Ilona művészetéről így ír Terebess Gábor:
„Benkő művei nőiesen finomak és férfiasan markánsak, elegánsak és rusztikusak, archaikusak és modernek, sajátos kettősséget hordoznak – ez megértésük kulcsa –, de sosem kétértelműek vagy félreérthetők: véletlenül sem bukkanhatunk harsány és tarka vidámságra, s még bontatlan, kötözetlen darabjai sem sugallnak oldottságot és felszabadulást.”

## Kiállítások (válogatás)

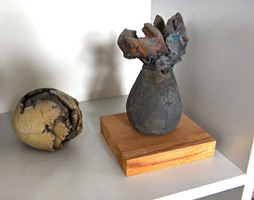
Benkő Ilona két rakukerámiája (1979)

## Kiállítások (válogatás)[3]

### Egyéni
- 1962 • Bakony Múzeum, Veszprém • Ohusorg Ház, Gmunden
- 1966 • Iparművészeti Múzeum, Bécs
- 1976 • Galerie Am Heumarkt, Köln
- 1977 • Jesuitenkirche, Városi Múzeum, Aschaffenburg
- 1978 • Iparművészeti Bolt, Balatonfüred
- 1979 • Galerie Le Main, Brüsszel
- 1980 • Vár Galéria, Budapest
- 1981 • Magyar Intézet, Varsó
- 1982 • Dorottya u. Galéria, Budapest • Galerie beim Roten Turm, Sommerhausen (Német Szövetségi Köztársaság) • Swansteyn, Városi Múzeum, Voorburg (Hollandia)
- 1983 • Csók Galéria, Budapest • Galerie Gewürzstube, Gmunden
- 1984 • Am Koppel, Hamburg
- 1986 • Csók Galéria, Budapest
- 1991 • Stadtgalerie, Oberburg
- 1994 • Sandhausen • Stadtmuseum, Gmunden.

### Csoportos
- 1965-1966 • V. Országos Iparművészeti Kiállítás, Műcsarnok, Budapest
- 1967-1968, 1971, 1973, 1975-1981, 1986 • Nemzetközi Kerámia Verseny, Faenza
- 1968-1970, 1975, 1978, 1980, 1982, 1986, 1990, 1992, 1996 • Magyar Iparművészeti Kiáll., Hotel Kiállítóterem, ER-Borg
- 1970, 1987 • Kerámia Triennálé, Sopot • Nemzetközi Kerámia Biennálé, Vallaunis • Szimpozion kiállítás, Siklós
- 1972 • Edénykultúra, Műcsarnok, Budapest
- 1973 • AIC kiállítás, Calgary • Magyar kerámia kiállítás, Ankara
- 1984 • Nemzetközi Kerámia Biennálé, Prian • Nemzetközi Mini Kerámia Triennálé, Zágráb

## Köztéri alkotásai

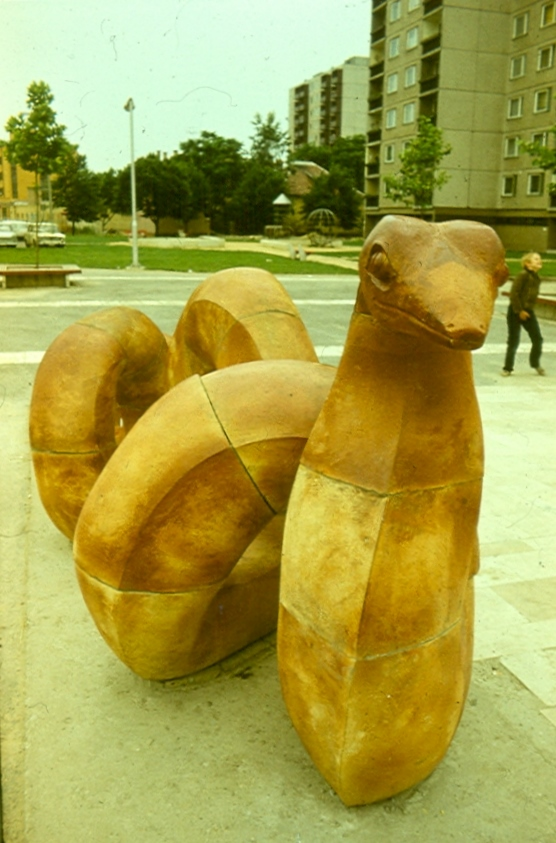
Kígyó c. pirogránit szobra Székesfehérvárott

- Mázas kerámia (1965, Budapest, XVII. ker., Kossuth L. u.-i bölcsődei foglalkoztató)
- Mázas kerámia (1965, Budapest, II. ker., Cseppkő u.-i Általános Iskola)
- Mázas kerámia (1965, Eger, Gyermekváros, Óvodai foglalkoztató)
- Mázas kerámia (1966, Szombathely, Gyermekotthon foglalkoztató)
- Mázas faliplasztika (1967, Székesfehérvár, Szekfű Gyula utca 3., volt SzMT Székház emelet)
- Mázas faliplasztika (1969, Szombathely, Művelődési Ház)
- Mázas faliplasztika (1972, Kazincbarcika, Városi Kórház)
- Mázas faliplasztika (1975, Budapest, Corvin tér, Gimnázium)
- Kígyó (pirogránit, 1981, Székesfehérvár, Salétrom utca, Velinszky László Általános Iskola előtti játszótér)
- Csobogó (1981, Nyíregyháza, lakótelep).

## Művei közgyűjteményekben (válogatás)
- Iparművészeti Múzeum, Budapest
- Janus Pannonius Múzeum, Pécs
- Királyi Szépművészeti Múzeum, Brüsszel
- Nemzetközi Kerámia Stúdió Gyűjtemény, Kecskemét
- Stauffenberg Gyűjtemény, Hohenzollern
- Városi Múzeum, Cardiff
- Városi Múzeum, Faenza
- Városi Múzeum, Gmunden
- Városi Múzeum, Voorburg

## Benkő Ilona kerámia szobraiból

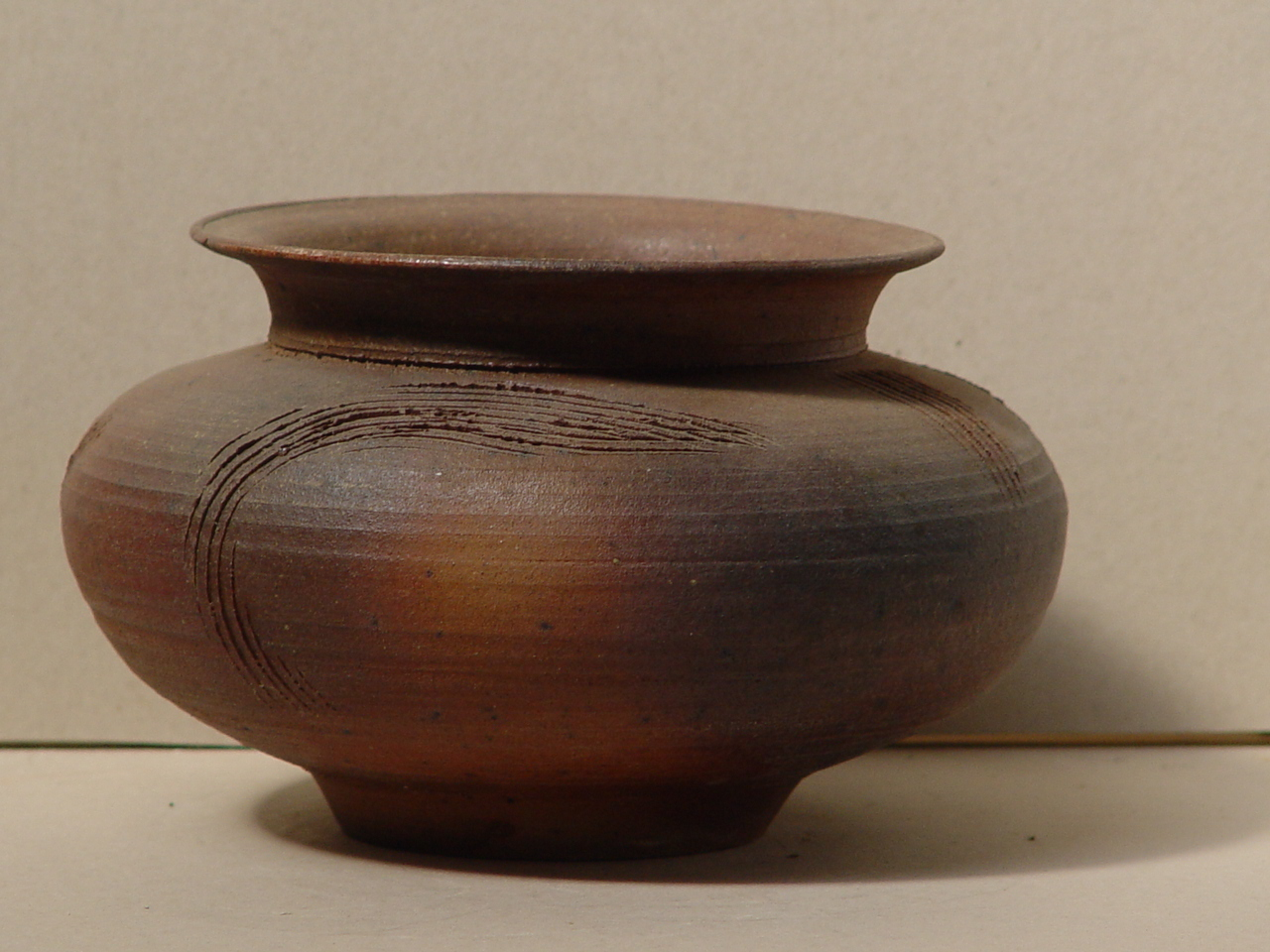
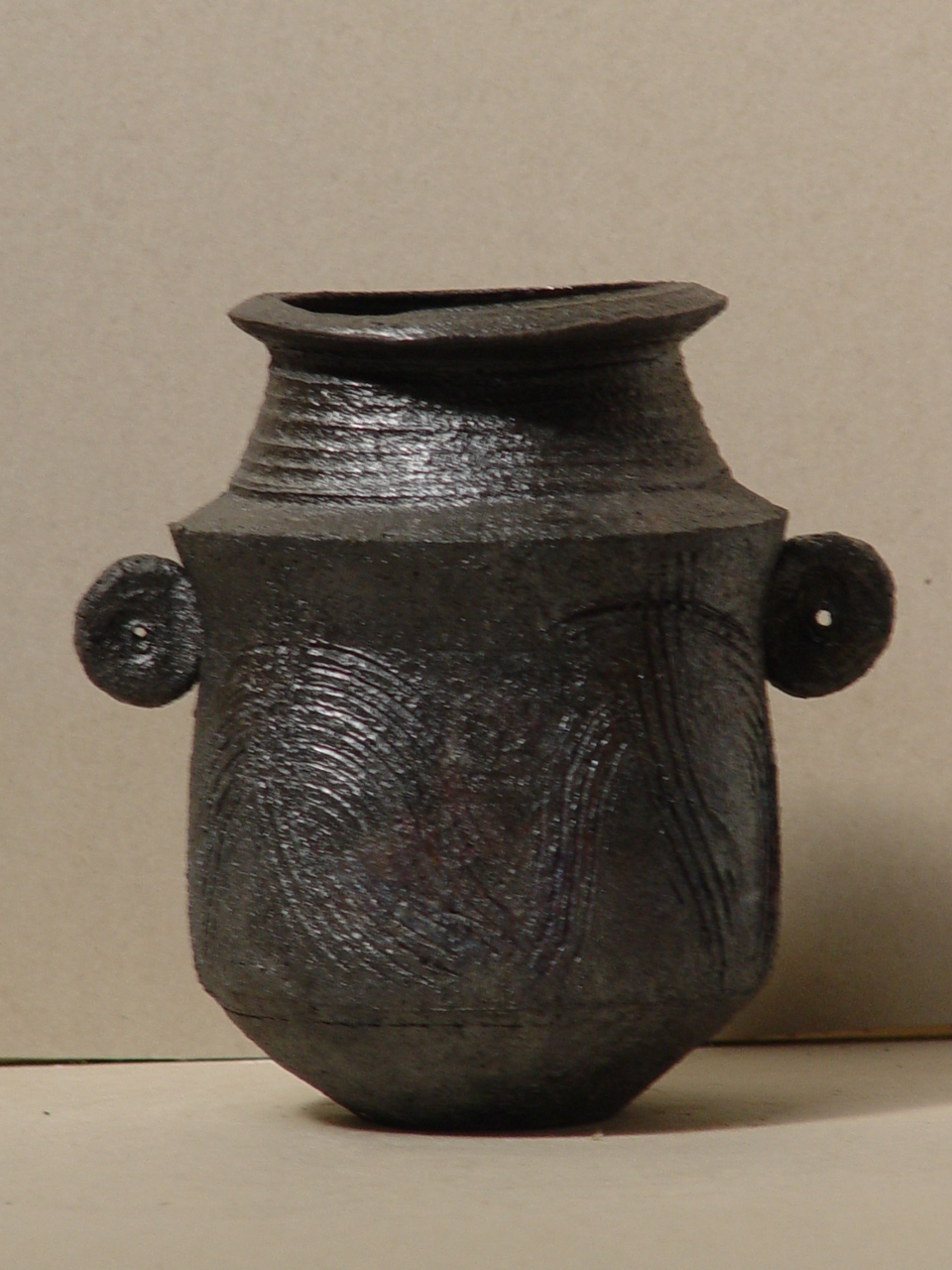
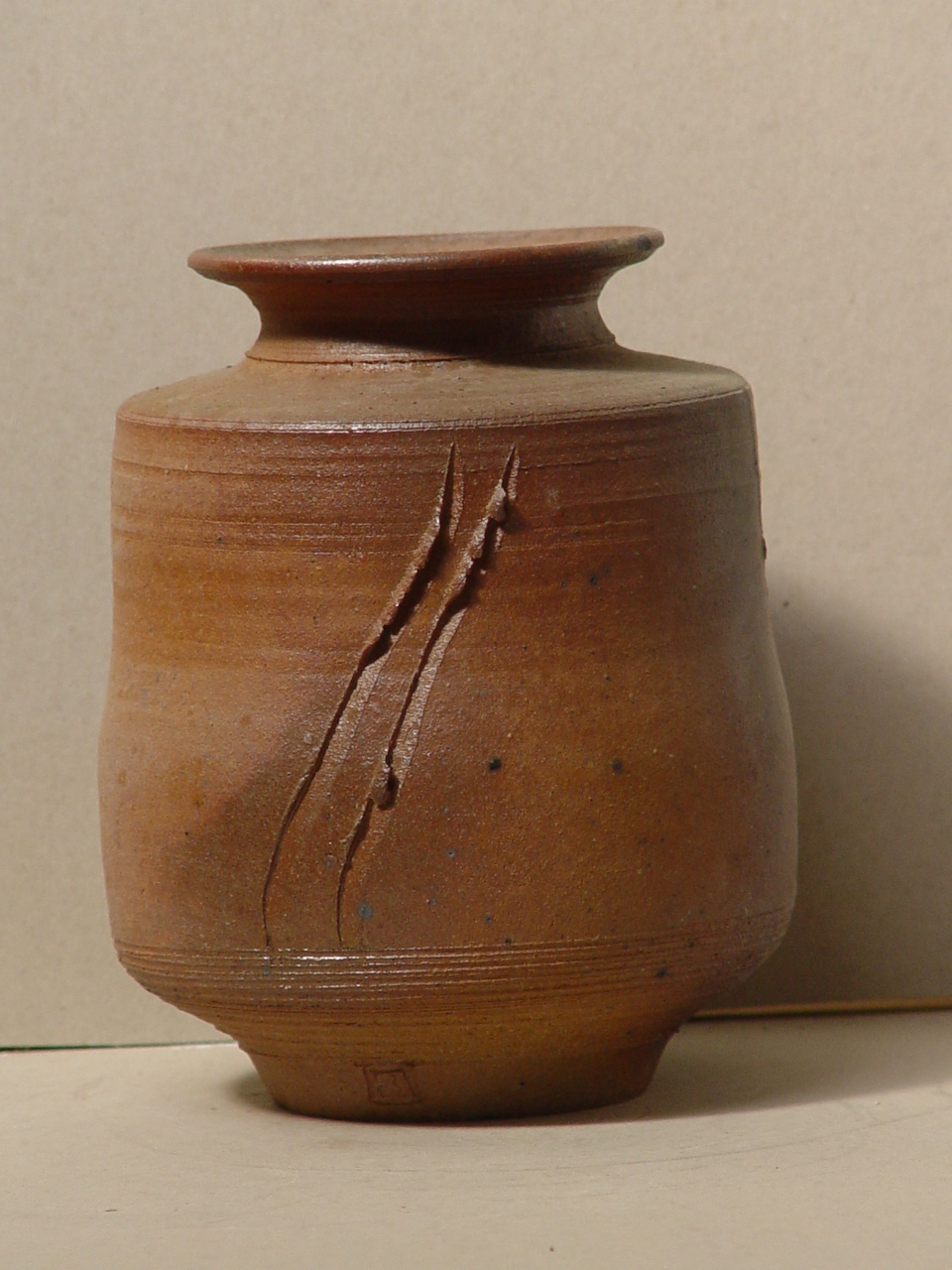
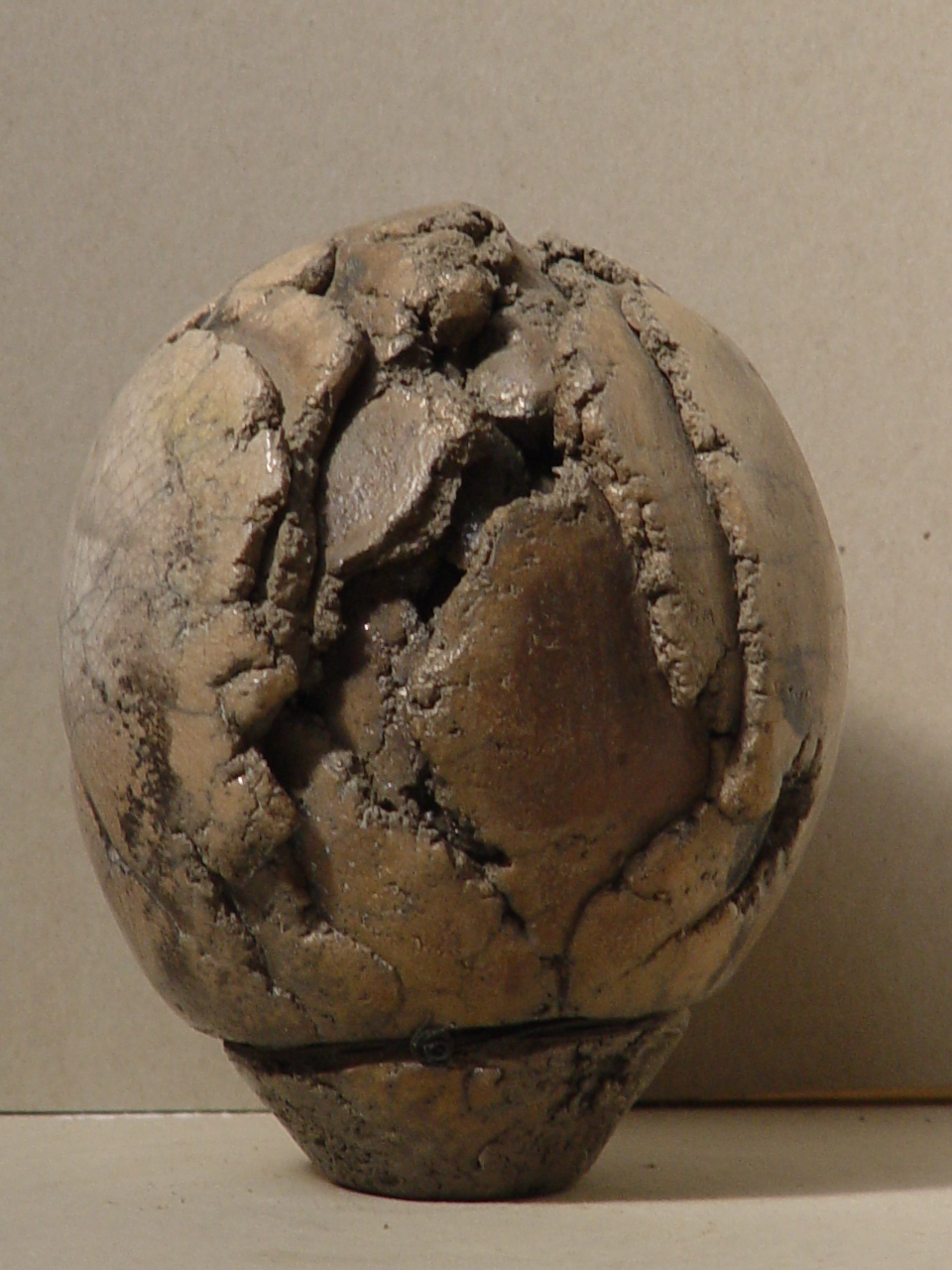
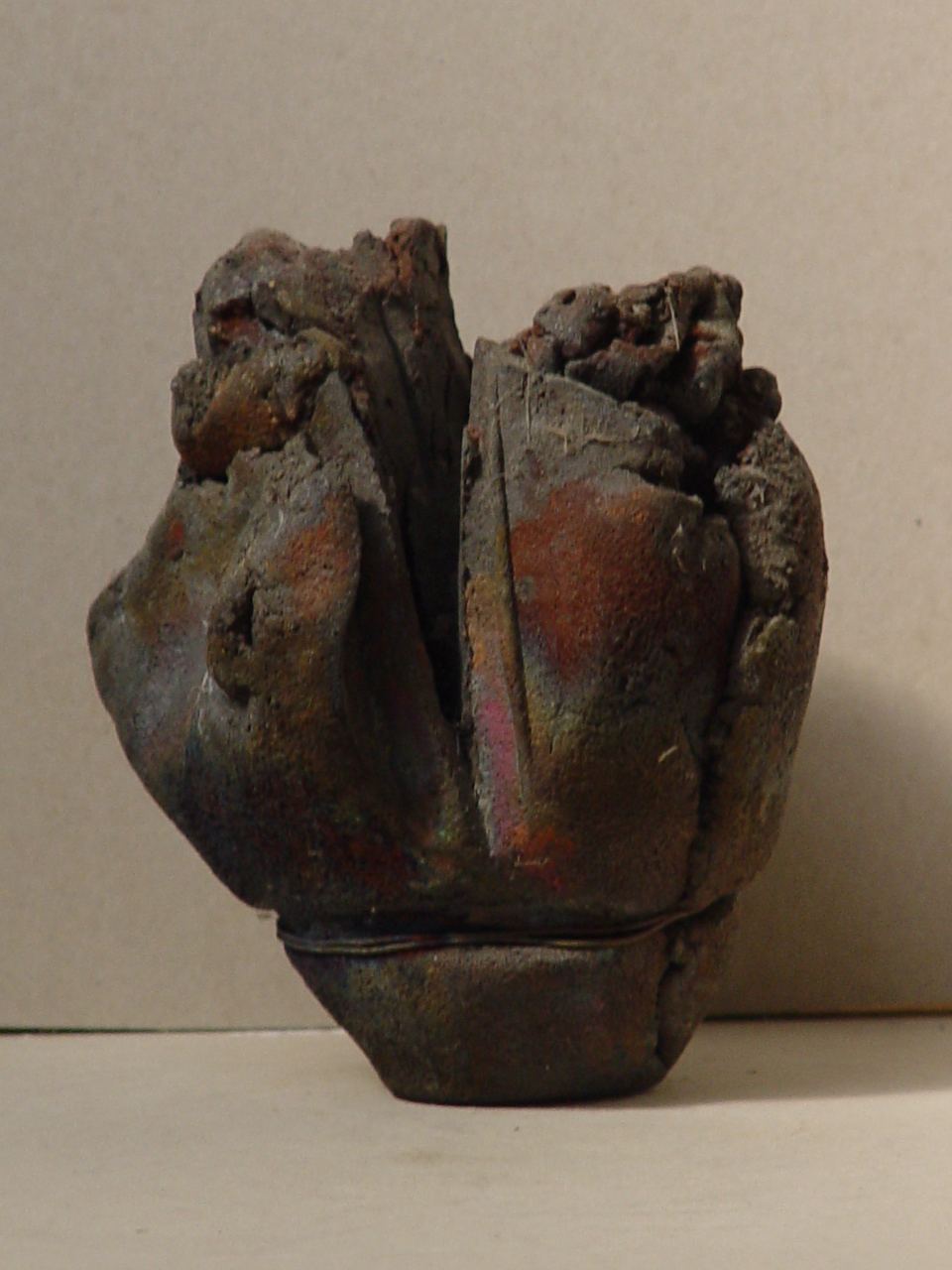
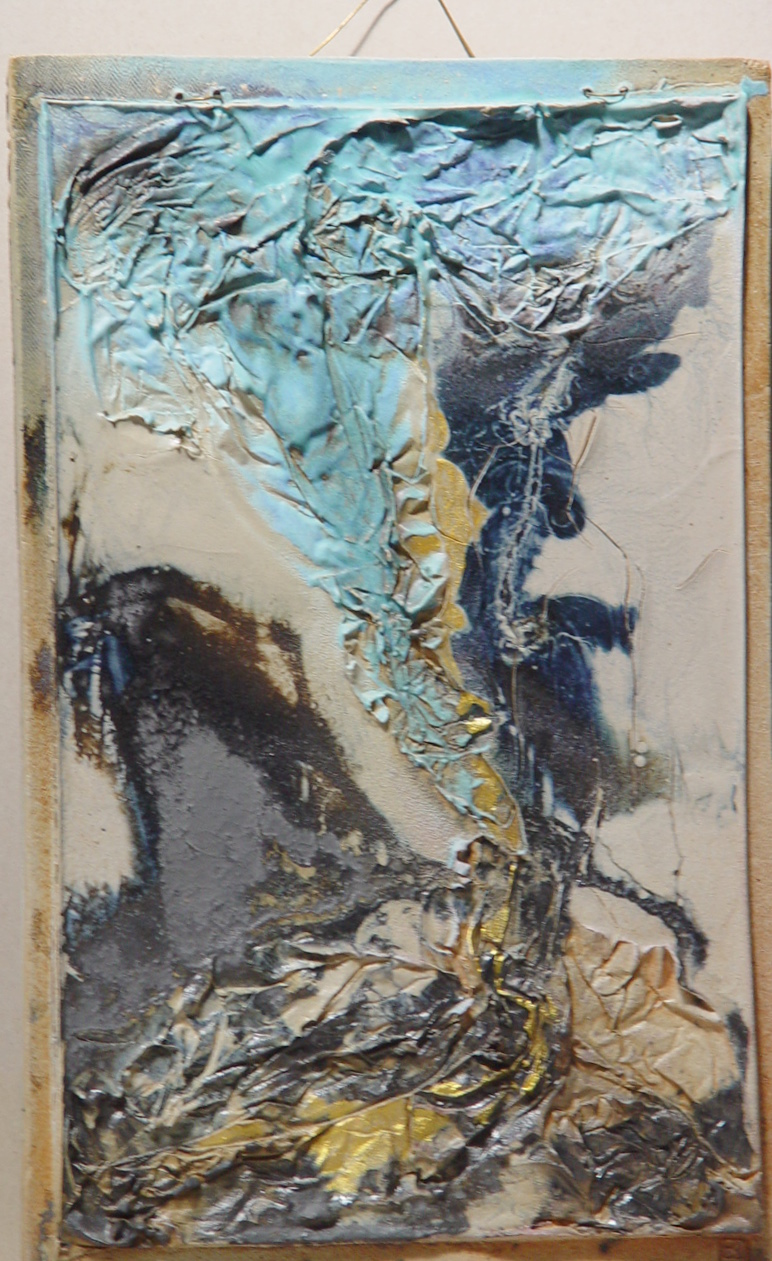
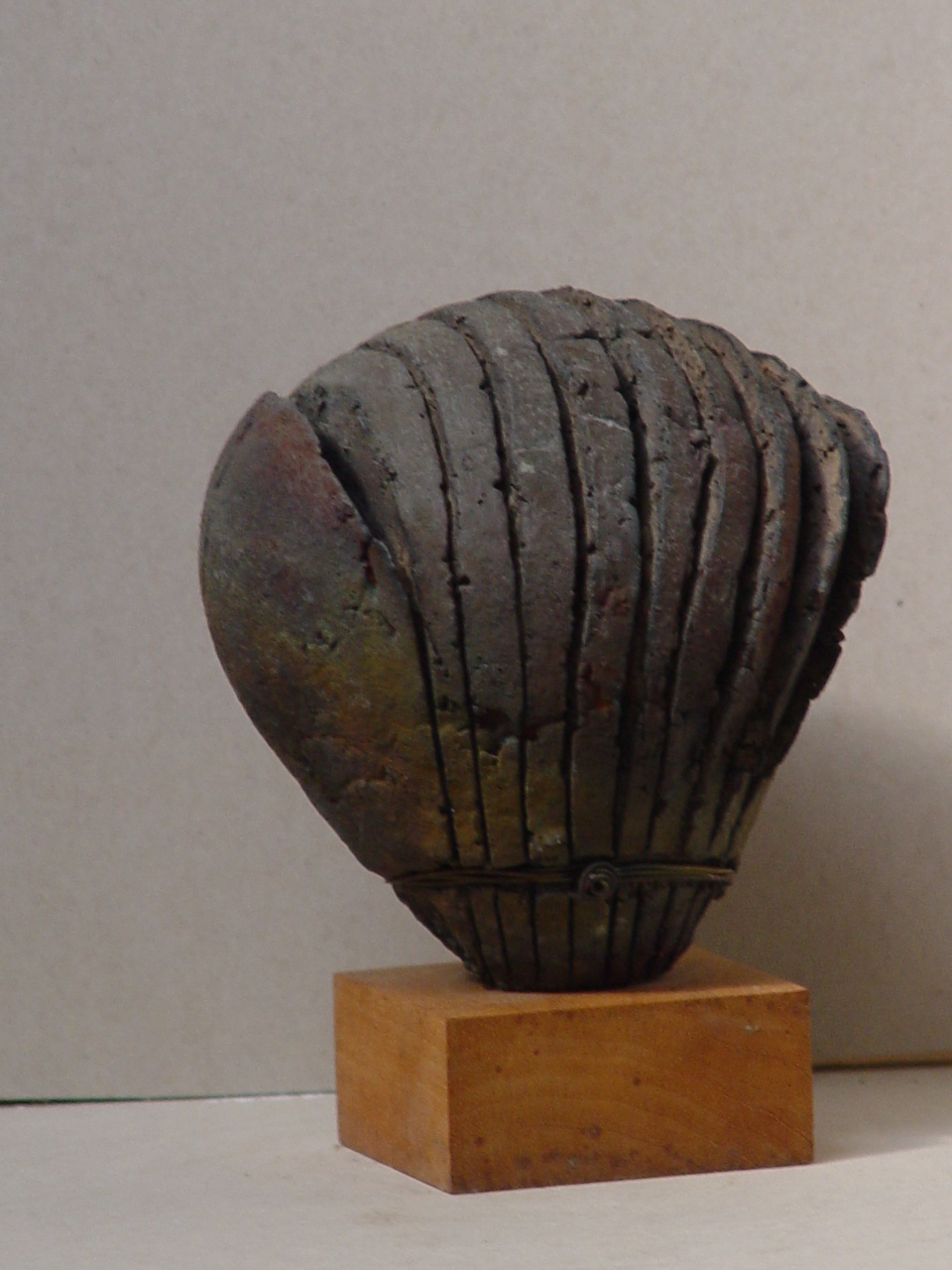
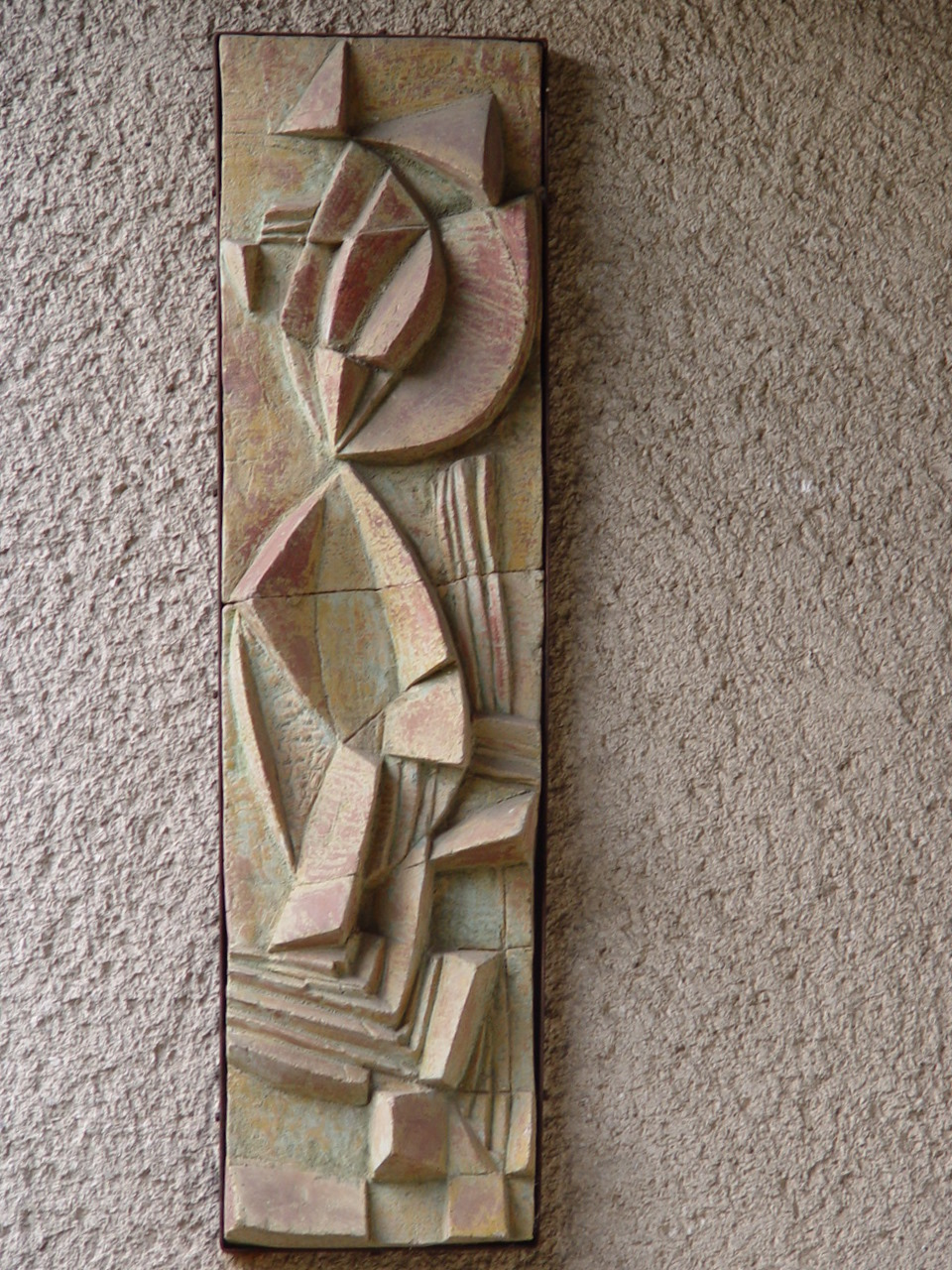

## Díjak, elismerések (válogatás)
- 1968: I. Országos Kerámia Biennálé, II. díj;
- 1970: Sopot, Kerámia Triennálé, ezüstérem;
- 1973: Calgary, Nemzetközi Kerámia kiállítás, aranyérem; Faenza, aranyérem;
- 1974: Siklós, Nemzetközi Szimpózium, nívódíj;
- 1976: Munkácsy Mihály-díj; Vallauris, Nemzetközi Kerámia Biennálé, aranyérem; Sopot, Kerámia Triennálé, ezüstérem;
- 1978: V. Országos Kerámia Biennálé, I. díj; Faenza, Prix Achat;
- 1979: Gualdo Tadino, Nemzetközi Kerámia kiállítás, aranyérem;
- 1980: VI. Országos Kerámia Biennálé, I. díj;
- 1983: Művelődési Minisztérium, nívódíj; Művészeti Alap, nívódíj.
- 2021: Érdemes művész[1]

## Kapcsolódó információk
- P. Benkő Ilona az MMA honlapján
- Terebess Gábor: Benkő Ilona kerámiái
- Benkő Ilona két raku-kerámiája (1979)
- Pokoltojás sorozat egyik darabja
- P. Benkő Ilona keramikusművész; MMA, Bp., 2018 (Ipar- és tervezőművészek)